# L'invasione del mare
L'invasione del mare  (L'Invasion de la Mer) è un romanzo di Jules Verne, pubblicato nel 1905. Il libro è l'ultima opera che Verne pubblicò in vita ed è il cinquantaquattresimo e ultimo volume della serie Viaggi straordinari.

## Trama
Nel 1880 l'ingegnere François Élie Roudaire vuole creare un canale che permetta di inondare una parte del deserto del Sahara, in modo da collegare il Mediterraneo ai laghi salini.

## Edizioni
- L'invasione del mare, traduzione di Giuseppe Mina, Milano, Hachette, 2008.